# Marco Villa (cykelrytter)
Marco Villa (født 8. februar 1969 i Abbiategrasso) er en forhenværende cykelrytter fra Italien. Hans foretrukne disciplin var banecykling, hvor han har vundet medaljer ved verdens- og olympiske mesterskaber.
Villa blev professionel i 1994, hvor han først kørte for holdet Amore & Vita - Galatron. I 1995 blev han verdensmester i parløb sammen med Silvio Martinello, hans makker gennem mange år, og de gentog præstationen året efter. Villa startede i 153 seksdagesløb og vandt 24. Blandt sejrene var Københavns seksdagesløb i 1998 med Martinello, i øvrigt det eneste løb, der er afviklet i Brøndby Hallen.
I begyndelsen af sin karriere kørte han også landevejscykling, og han deltog i to udgaver af Giro d'Italia.
Han deltog i OL 2000 i Sydney, hvor han stillede op i to discipliner. Først var han en del af det italienske hold i 4000 m holdforfølgelsesløb, som blev nummer elleve i kvalifikationen og dermed ikke kom i kvartfinalen. Senere deltog han sammen med Silvio Martinello i parløb, og de blev nummer tre i det fjorten par store felt. Australierne Scott McGrory og Brett Aitken vandt med 26 point, mens belgierne Etienne De Wilde og Matthew Gilmore blev toere med 22 point, og Villa og Martinello lykkedes akkurat i sidste spurt med at hente de to point, der bragte dem på 15 point og sikrede bronzen foran briterne Bradley Wiggins og Rob Hayles.